# Kaaienwijk
De Kaaienwijk (Frans: Quartier des Quais) is een wijk in de Belgische hoofdstad Brussel. De wijk ligt in het noordwesten van de vijfhoek van Brussel-stad, rond de Handelskaai, de Arduinkaai en de Hooikaai. In de wijk liggen ook de Lakensestraat, Diksmuidelaan, Ieperlaan, Koopliedenstraat en Vaartstraat.
De wijk wordt afgelijnd door de Émile Jacqmainlaan in het oosten, de Antwerpselaan, Antwerpsepoort, Sainctelettesquare in het noorden, het kanaal Charleroi-Brussel langs de Negende Linielaan in het westen en Houthulstbosstraat, Oeverpoort, Kalkkaai, Steenkoolkaai, Brandhoutkaai en Bisschopsstraat in het zuidwesten en zuiden.
Tot het onroerend erfgoed in de wijk behoren de Koninklijke Vlaamse Schouwburg, de Sint-Jan Baptist ten Begijnhofkerk, het Brusselse Begijnhof en het Groot Godshuis. In de wijk ligt ook het Archief en Museum voor het Vlaams Leven te Brussel.
Metrostations in de wijk zijn op de zuidwestelijke grens van de wijk, het station Sint-Katelijne, in de zuidoostelijke tip De Brouckère en in het noorden het metrostation IJzer. Het traject van tramlijn 51 loopt door de wijk met de haltes Ieper, aan de Oeverpoort en IJzer in het noordwesten. Lijn 46 van de Brusselse stadsbus doorkruist de wijk ook van noord naar zuid langs de Lakensestraat.
Het noordelijk deel van de Kaaienwijk wordt ook apart aangeduid als de Alhambrawijk.